# Maucomble
Maucomble är en kommun i departementet Seine-Maritime i regionen Normandie i norra Frankrike. Kommunen ligger i kantonen Saint-Saëns som tillhör arrondissementet Dieppe. År 2022 hade Maucomble 389 invånare.

## Befolkningsutveckling
Antalet invånare i kommunen Maucomble
| Referens: INSEE |